# Parecharista
Parecharista is een kevergeslacht uit de familie van de boktorren (Cerambycidae). De wetenschappelijke naam van het geslacht werd voor het eerst geldig gepubliceerd in 2011 door Villiers, Quentin & Vives.

## Soorten
Parecharista is monotypisch en omvat slechts de volgende soort:
- Parecharista decorata Villiers, Quentin & Vives, 2011